# NE555

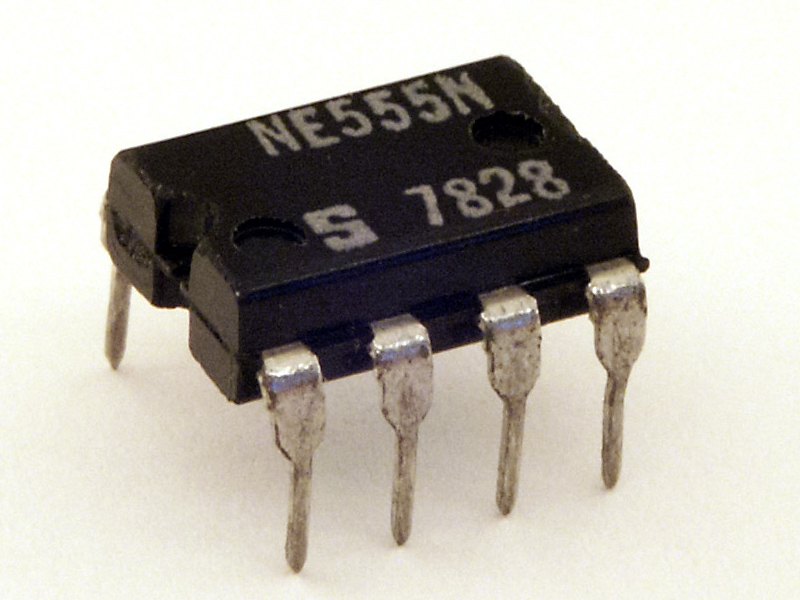
NE555N van Signetics in een dual in-line-behuizing uit 1978 (week 28)

Aansluitingen van de NE555N (DIL8)

Aansluitingen van de NE556 (DIL14)

De aansluitingen van de NE558 (DIL16)

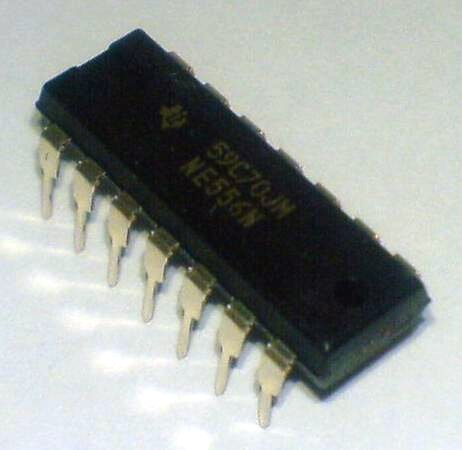
NE556 van Texas instruments in een 14-pens DIL-behuizing

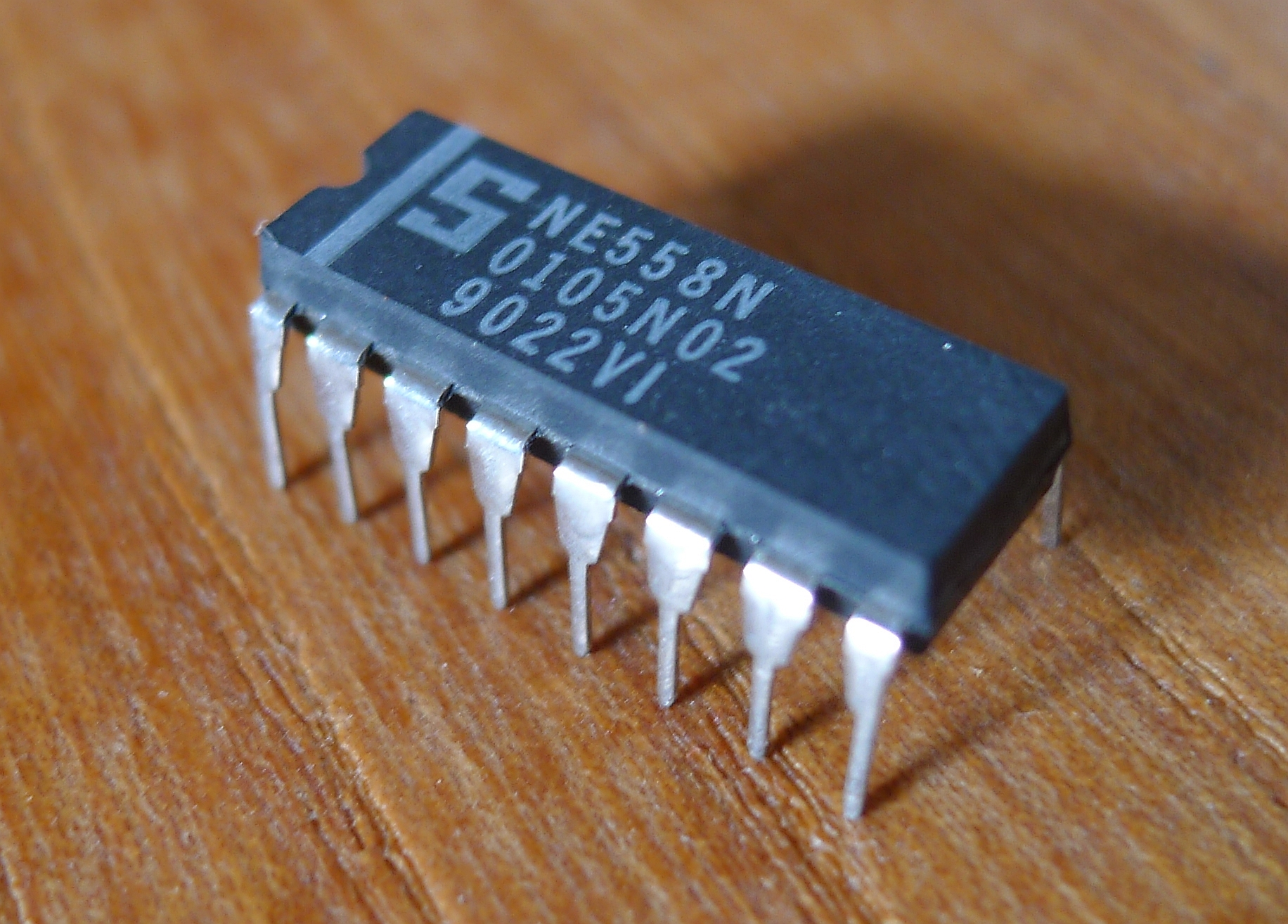
Het NE558-IC van Signetics in een 16-pens DIL-behuizing bevat vier aangepaste 555's (uit 1990, week 22)

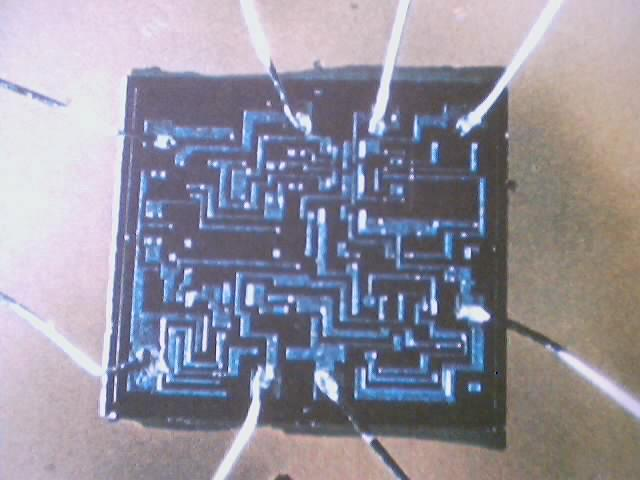
Microscoopopname van het NE555-kristal

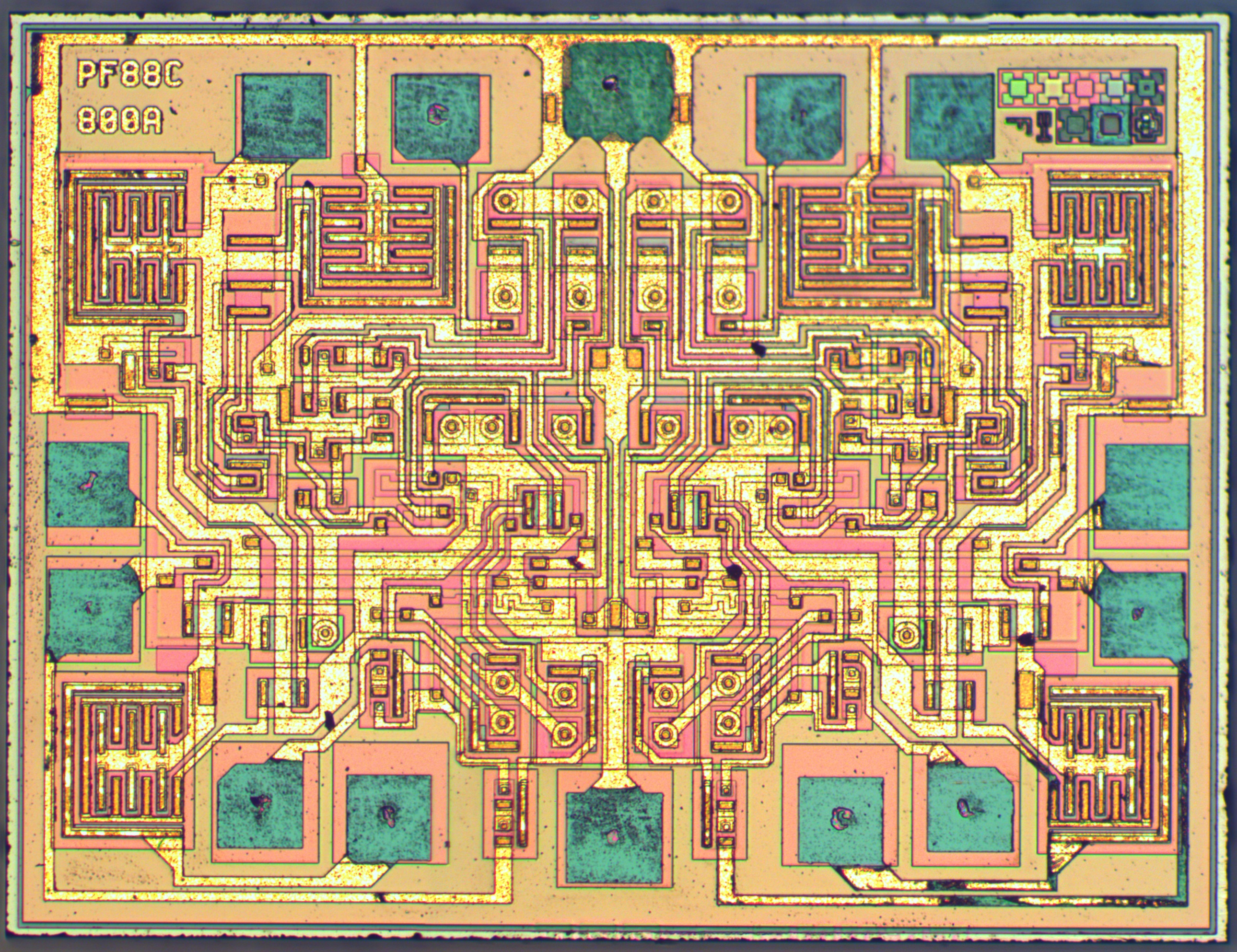
Microscoopopname van het NE556-kristal

De NE555N is een geïntegreerde schakeling (IC), bestaande uit een analoog en een digitaal deel, die bedoeld is voor gebruik in timers en multivibratorapplicaties tot 500 kHz. Het IC is ontworpen in 1970 en het jaar daarop op de markt gebracht door het Amerikaanse Signetics (nu onderdeel van NXP (voorheen Philips)). De 555, zoals meestal de korte aanduiding luidt, werd al snel door veel andere fabrikanten gekopieerd, waarbij allerlei andere lettercombinaties voor de '555' werden geplaatst, zoals CA555, LM555, LTC555 en XR555. Het IC werd en wordt nog steeds veel gebruikt vanwege zijn veelzijdigheid, robuustheid, gebruiksgemak, compactheid, lage kosten en goede stabiliteit. Daarbij is het aantal toepassingsgebieden vrijwel onbeperkt, van speelgoed tot ruimtevaart. Bijna elke elektronicahobbyist kent het IC.

## Geschiedenis
De NE555N werd in de jaren 1970 en 1971 door de Zwitserse ingenieur Hans R. Camenzind voor de halfgeleiderfabrikant Signetics ontwikkeld. De start van het project was erg omstreden: timerschakelingen werden tot dan toe vooral met opamps of comparators gebouwd, die een belangrijk deel van de door Signetics gefabriceerde analoge componenten uitmaakten. Enerzijds werd betwijfeld, of er überhaupt een markt voor gespecialiseerde timer-IC's zou bestaan, anderzijds werd gevreesd dat een timer-IC de verkoop van de opamps zou aantasten – wat in de economie als kannibalisme-effect bekendstaat. De aanduiding NE555N werd door Art Fury, toenmalig marketingmanager bij Signetics, gegeven. Hij was het ook die ondanks interne weerstand de opdracht tot ontwikkeling van de NE555N aan Hans Camenzind liet geven. Overigens is er speculatie geweest over de vraag of de naam '555' was afgeleid van de drie weerstanden van 5 kΩ, waaruit de interne spanningsdeler bestaat. Camenzind ontkende dat, volgens hem zou het nummer willekeurig gekozen zijn.
Hans R. Camenzind had daarvoor de IC's NE565/NE567 (een PLL-schakeling) en de NE566 (een spanningsgestuurde oscillator, VCO) ontwikkeld, die beide een stabiele, temperatuur- en voedingsspanningsonafhankelijke oscillator bevatten. Het eerste ontwerp van de NE555 was daarom gebaseerd op een soortgelijke oscillator, waarbij eveneens een externe condensator door een spanning-naar-stroomomzetter die als constante stroombron fungeert, en meerdere stroomspiegels lineair opgeladen respectievelijk ontladen werd en zo een driehoekspanning produceerde.
Na het afronden van het ontwerp en de tests en de goedkeuring door Signetics wijzigde Camenzind zijn ontwerp radicaal: hij verving de stroombron door een enkele externe weerstand. Daarmee kon in plaats van het 14-polige een 8-polig huisje gebruikt worden – met de stroombron zouden in totaal 9 pennen nodig geweest zijn, maar Signetics maakte alleen 8- of 14-polige DIL-behuizingen. Hoewel het opladen respectievelijk ontladen van de condensator via een weerstand niet lineair verloopt, heeft een variatie in de voedingsspanning geen effect, omdat de timer de laadtoestand van de condensator ratiometrisch, dat wil zeggen in verhouding tot de voedingsspanning, vergelijkt. Als positief neveneffect was die nieuwe schakeling stabieler ten opzichte van temperatuurschommelingen.
Vanaf 1972 werd de NE555N in massaproductie genomen. De vraag overtrof alle verwachtingen, in het eerste kwartaal verkocht Signetics er meer dan een half miljoen stuks van. De overige halfgeleiderfabrikanten bouwden de NE555N zeer snel na: binnen een half jaar na introductie waren er 555-kopieën van liefst acht verschillende fabrikanten op de markt. Voor een deel werden voor die kopieën andere typeaanduidingen gebruikt, zoals de MC1455 van ON Semiconductor (voorheen Motorola), de LM555 van National Semiconductor, de KA555 van Fairchild Semiconductor (voorheen Samsung) of de SN72555 van Texas Instruments. Ook in het Oostblok werden kopieën gefabriceerd, zoals de K1006ВИ1 uit de voormalige USSR. Zulke kopieën waren in de jaren zeventig tot de Semiconductor Chip Protection Act van 1984 (SCPA) eerder regel dan uitzondering. Ook 30 jaar na de marktintroductie werden er in 2003 nog jaarlijks ongeveer een miljard stuks geproduceerd. Het is wereldwijd het meest geproduceerde IC.

## Uitvoeringen
Het traditionele bipolaire 555-IC bestaat uit 23 transistors, 2 diodes en 16 weerstanden op een silicium chip in een 8-pens DIL-behuizing (ook met DIP (Dual Inline Package) aangeduid). Het IC is later ook als CMOS-IC (bijvoorbeeld ICM7555 en ICM7556, bruikbaar tot 1 MHz) op de markt gebracht. Deze IC's verbruiken veel minder elektrische energie dan hun bipolaire tegenhangers. Ook de kortsluitstroom bij de digitale transities zijn rond een factor 100 kleiner, in de buurt van de 3 in plaats van 300 mA gedurende ongeveer 100 ns. Ingegeven door het succes van het IC werden ook verbeterde bipolaire versies op de markt gebracht zoals de ZSCT1555 van de firma Zetex, die tot onder 0,9 V voedingsspanning werkt en het mogelijk maakt om schakelingen met een enkele batterij-cel te voeden. Overigens stamt ook dit ontwerp van Hans Camenzind. Naast de enkelvoudige uitvoering bestaat het IC tevens in een dubbele uitvoering (dual): de NE556 twee volwaardige 555's in een 14-pens-behuizing (SMD of DIL), die alleen de beide voedingsaansluitingen VCC en GND delen. Tot slot werden vier stuks (quad) 555 op één chip in een 16-pin DIP of SMD als de NE558 geïntroduceerd. Vanwege het beperkte aantal pennen zijn hierin echter niet alle aansluitingen van elke 555 apart naar buiten gevoerd. Naast de beide voedingsaansluitingen VCC en GND (zoals bij de 556) zijn tevens de Reset en Control gemeenschappelijk uitgevoerd als respectievelijk pen 5, 12, 13 en 4. Ook de functionaliteit per timer is beperkt. Zo is bij elke timer alleen een digitale Tr-aansluiting beschikbaar en is de Thr-aansluiting intern aan de Dis-aansluiting gekoppeld. De uitgangen zijn open-collector en kunnen slechts −100 mA per stuk ontvangen en ze geleiden alleen in rust, niet tijdens de puls. De vier timers konden om die reden alleen als monostabiele multivibrator worden gebruikt. Het werd bijvoorbeeld toegepast in joysticks van Apple en IBM. Dit IC wordt tegenwoordig nog maar door enkele fabrikanten geproduceerd.
De behuizing werd vanaf het begin uit kunststof vervaardigd. Aanvankelijk in DIL-vorm, de 555 in 8-pens (9,5 × 8 mm), de 556 in 14-pens (19,2 × 8 mm) en de 558 in 16-pens (19,8 × 8 mm) uitvoeringen. De 555 werd ook in een inmiddels niet meer gangbare ronde metalen behuizing (TO-78) geleverd. Voor militaire en ruimtevaarttoepassingen zijn er keramische 20-pens CERDIP- en LCCC-versies (8,9 × 8,9 mm). In de jaren tachtig verschenen de SMD-behuizingen zoals de SOIC (5 × 6 mm), SSOP en de TSSOP (6,6 × 3,1 mm).

## Werking
Het hart van de schakeling is digitaal, want de flipflop, waarvan de uitgang Q via een buffer op pen 3 (8-pen-behuizing) naar buiten komt, kent slechts twee toestanden. De uitgang is laag of hoog. Deze buffer is in staat om een stroom tot +200 mA te leveren (uitgang hoog) of tot −200 mA te ontvangen (uitgang laag). Is de uitgang laag dan geleidt de transistor die tussen de uitgang van pen 7 en massa is geplaatst. Dit is een open-collectoruitgang, bedoeld om een condensator te ontladen en wordt aangeduid met Dis (van Discharge, ontladen). De flipflop heeft drie digitale ingangen, twee interne, SET S en RESET R en een externe RESET, welke met een negatieve flank bediend kan worden en aangeduid wordt door R van Reset (pen 4). Aan elk van de interne ingangen is een comparator aangesloten. Dit zijn de analoog-naar-digitaalomzetters van het IC. De inverterende ingang van de SET-comparator is op pin 2 te vinden en wordt met Tr of Trig (van Trigger) aangeduid. De niet-inverterende ingang is aangesloten op het onderste knooppunt van een interne 1:1:1 spanningsdeler, waarop normaal gesproken 1⁄3 van de voedingsspanning VCC staat. Hiermee is bereikt dat de flipflop geSET kan worden als de spanning op pen 2 onder 1⁄3 van de voedingsspanning komt. De snelheid waarmee dat gebeurt is onbelangrijk. De niet-inverterende ingang van de RESET-comparator is op pin 6 te vinden en wordt aangeduid met Thr of Thres (van Threshold, drempel. De inverterende ingang is aangesloten op het bovenste knooppunt van de interne spanningsdeler, waarop normaal gesproken 2⁄3 van de voedingsspanning staat. Hiermee is bereikt dat de flipflop weer geRESET wordt als de spanning op pen 6 boven 2⁄3 van de voedingsspanning komt. Ook hier is de snelheid van stijgen onbelangrijk. Voorwaarde voor het resetten via Thr is dat de Tr-ingang weer hoog is. Tot slot is het bovenste knooppunt van de interne spanningsdeler via pen 5 bereikbaar. Hiermee kunnen de drempelwaarden van 1⁄3 en 2⁄3 van de voedingsspanning worden gewijzigd in de helft van respectievelijk de volle spanning op deze pen. Deze ingang wordt aangeduid met CV of Cont (van Control Voltage) en kan extra mogelijkheden bieden voor modulatie van de timing. In de afbeelding hieronder zijn al deze elementen van het functionele schema te herkennen.
| Functionele interne schema | Functionele interne schema | Functionele interne schema |
| -------------------------- | -------------------------- | -------------------------- |
|                            |                            |                            |
| NE555 en NE556 (1 van 2)   |                            | NE558 (1 van 4)            |

De aansluitingen van de 555, 556 en de 558 zijn als volgt met de pennen verbonden:
| Pen | 555 | 556a | 556b | 558a | 558b | 558c | 558d | Functie          | Korte beschrijving                                                                                        |
| --- | --- | ---- | ---- | ---- | ---- | ---- | ---- | ---------------- | --- |
| GND | 1   | 7    | 7    | 12   | 12   | 12   | 12   | Massa            | De massa (Ground), 0 volt, het nulpunt van de voedingsspanning                                            |
| TR  | 2   | 6    | 8    | 3    | 6    | 11   | 14   | Trigger          | Analoge ingang, een spanningsdaling tot onder 13 VCC SET de flipflop. Bij 558 is dit een digitale ingang. |
| Q   | 3   | 5    | 9    | 1    | 8    | 9    | 16   | Uitgang          | De gebufferde uitgang van de flipflop, SET maakt Q hoog (VCC), RESET laag (0 volt)                        |
| R   | 4   | 4    | 10   | 13   | 13   | 13   | 13   | Reset            | Digitale ingang, een negatieve flank RESET de flipflop                                                    |
| CV  | 5   | 3    | 11   | 4    | 4    | 4    | 4    | Modulatie        | De regelspanning (Control Voltage), de interne spanningsdeler (23 VCC)                                    |
| THR | 6   | 2    | 12   | 2    | 7    | 10   | 15   | Threshold        | Analoge ingang, een spanningsstijging tot boven 2⁄3VCC RESET de flipflop                                  |
| DIS | 7   | 1    | 13   | 2    | 7    | 10   | 15   | Discharge        | Ontlaadt tussen het moment van RESET en van SET de condensator die bepalend is voor de tijdsintervallen   |
| VCC | 8   | 14   | 14   | 5    | 5    | 5    | 5    | Voedingsspanning | De positieve voedingsspanning die meestal tussen 5 en 15 volt moet liggen.                                |

De interne weerstandsdeler bestaat uit drie identieke weerstanden, in de bipolaire versie hebben die een weerstandswaarde van 5 kilo-ohm (5k) in de CMOS-versie zijn ze 100k. De nauwkeurigheid van deze weerstanden is niet groot, maximaal 20%. De waarheidstabel van de 555 is als volgt:
| TR            | THR           | Reset | Q           | DIS         | Conditie                       | Opmerking                     |
| ------------- | ------------- | ----- | ----------- | ----------- | ------------------------------ | ----------------------------- |
| NVI           | NVI           | Laag  | Laag        | Laag        | Master RESET (rustpositie)     | Reset dominant over TR en Thr |
| < 1⁄3 van VCC | NVI           | Hoog  | Hoog        | Open        | Analoge SET (puls gestart)     | TR dominant over Thr          |
| > 1⁄3 van VCC | > 2⁄3 van VCC | Hoog  | Laag        | Laag        | Analoge RESET (puls beëindigd) |                               |
| > 1⁄3 van VCC | < 2⁄3 van VCC | Hoog  | Ongewijzigd | Ongewijzigd | Flipflop niet getriggerd       |                               |

NVI = niet van invloed

## Toepassingen
De 555 kan op drie verschillende manieren als multivibrator worden gebruikt:
- Monostabiele multivibrator: de 555 geeft bij triggering slechts één puls (Eng.: one-shot). Deze toepassing is te herkennen aan de doorverbinding tussen pen 6 en pen 7 en de aparte triggeringang rond pen 2 en wordt onder andere gebruikt bij timers.
- Astabiele multivibrator: de 555 fungeert als oscillator. De oscillatortoepassing is meestal te herkennen aan de doorverbinding tussen pen 2 en pen 6 en de weerstand tussen dit punt en pen 7 en die tussen pen 7 en VCC. Voorbeelden van de toepassing zijn alarminstallaties en toongenerators. Deze schakeling is met de NE558 niet betrouwbaar te maken omdat Tr een digitale ingang is.
- Bistabiele multivibrator: de 555 fungeert als flip-flop. Deze schakeling is meestal te herkennen aan het ontbreken van de condensator tussen pen 2 en massa.

### Monostabiele multivibrator

De 555 als monostabiele multivibrator

Om het IC in een monostabiele modus te brengen (zie het basisschema hiernaast) is het voldoende om Thr en Dis samen aan het knooppunt van een weerstand (R1) en een condensator (C1) tussen VCC en massa te verbinden. Verder dient zowel ingang TR (met een weerstand R2 naar VCC) als R in rust hoog gehouden te worden. Daarmee is de uitgangspositie vastgelegd: uitgang Q zal laag zijn en Dis ontlaadt de condensator. Een trigger van TR naar GND – bijvoorbeeld via een handgestuurde tiptoets (een zogenaamde straycondensator) of terugverende druktoets, of tijdgestuurd via een condensator C2 naar GND – SET de flipflop, uitgang Q wordt hoog en de transistor achter Dis spert, waardoor C1 via R1 kan opladen. Zodra de condensatorspanning 2⁄3 van VCC bereikt zal de flipflop worden geRESET, Q wordt weer laag en Dis ontlaadt de condensator. De rustpositie is weer bereikt. De waarden van de RC-kring van R1 en C1 bepalen de tijdsduur waarin Q hoog is, de pulslengte τ. De waarden van R2 en C2 bepalen op hun beurt de pulslengte van de triggerpuls naar GND, waarbij de triggerpuls wordt beëindigd op 1⁄3 van VCC. Het is hierbij van belang, dat de lengte van de triggerpuls de pulslengte van de inschakelvertraging niet overschrijdt; anders wordt de lengte van de triggerpuls overgenomen als vertragingstijd. Is de vertragingstijd van R1/C1 inmiddels verstreken, dan zal de flipflop schakelen op het einde van de triggerpuls.
{\displaystyle \tau =RC\cdot \ln(3)\approx 1{,}1\cdot RC}, waarin τ in seconden, R in ohm en C in farad.
De puls kan voortijdig worden afgebroken door een neergaande flank op digitale ingang R. Tussen ingang CV en massa wordt voor verbetering van de stabiliteit een condensator (CCV) van 10 nF aangesloten. Digitale schakelstromen in het IC zouden de spanningen in de spanningsdeler gemakkelijk kunnen beïnvloeden. Door de spanning op CV extern aan te passen kan de timing van de opgewekte puls worden gemoduleerd. Een hogere spanning maakt dat de puls langer duurt (C1 laadt op tot deze spanning in plaats van tot 2⁄3 van VCC), een lagere spanning geeft een kortere puls. Tevens wordt het punt van triggeren via Tr hiermee beïnvloed, dit komt te liggen op de helft van de spanning op CV. 
Gebruikelijker is het om de pulslengte regelbaar te maken door in serie met R1 een potmeter op te nemen. In plaats van een mechanisch variabele weerstand kan ook een resistieve sensor, zoals een lichtgevoelige weerstand (LDR) of temperatuurafhankelijke weerstand (NTC of PTC), worden benut, waardoor de pulsduur afhankelijk wordt van de te meten grootheid. Een derde mogelijkheid is het gebruik van een (mechanisch) regelbare condensator of van de moderne variant hierop, de spanningsgestuurde capaciteit (varicap), tussen C1 en massa. De gelijkspanning over deze laatste condensator bepaalt de waarde ervan. Varicaps hebben een kleine capaciteit (in de orde van tientallen pF) en een relatief klein bereik daarvan, de hiermee opgewekte pulsduur is daarom ook beperkt. Sommige sensors, zoals een vochtigheidssensor vormen zelf al een variabele condensator en kunnen op deze manier een van de luchtvochtigheid afhankelijke puls opwekken. Overigens is het ook goed mogelijk om dit soort sensorschakelingen met een astabiele multivibrator te maken.
In zijn algemeenheid zijn met de 555 als monostabiele multivibrator toepassingen te realiseren waarbij een signaal (licht, geluid, magnetisme en dergelijke) na een starthandeling (bijvoorbeeld een druk op een knop, het onderbreken van een optische poort, een stap op een deurmat) gedurende een ingestelde tijd wordt ingeschakeld.

### Astabiele multivibrator

De 555 als astabiele multivibrator

Astabiele signalen op uitgang Q (boven) en ingangen T̅r̅ en Thr (onder)

Van de 555 is een oscillator te maken door de ontlaadtijd van de condensator te gebruiken voor het herstarten van de flipflop. Dit wordt mogelijk als uitgang Dis de condensator via een weerstand ontlaadt in plaats van rechtstreeks. De meeste ontwerpers volgen het applicatieschema van de fabrikanten (zie het basisschema hiernaast) en verbinden Dis via weerstand R1 met VCC. Is de transistor gesperd dan is de uitgang hoog, geleidt de transistor dan is de uitgang laag. Vanaf dit punt voert R2 naar het knooppunt van Thr en Tr dat via condensator C1 aan massa is verbonden. In het geval dat Q en Dis laag zijn zal C1 worden ontladen en als de spanning op C1 onder 1⁄3 van VCC komt zal de flipflop geSET worden, waardoor Q en Dis hoog worden. C1 wordt nu opgeladen tot 2⁄3 van VCC en de flipflop weer geRESET wordt. Deze cyclus wordt herhaald zo lang R hoog is. De frequentie f van de blokgolf hangt af van de waarden van R1, R2 en C1:
{\displaystyle f={\frac {1}{(R_{1}+2R_{2})\cdot C\cdot \ln(2)}}}, met f in hertz, R in ohm en C in farad.
De frequentie wordt verder bepaald door de waarde van R1 en de eventuele externe spanning op CV, maar (praktisch) niet van de voedingsspanning. Dat komt omdat de laadstroom van C1 enerzijds en de spanningen van de interne spanningsdeler anderzijds recht evenredig zijn met de voedingsspanning. En omdat alle door hun respectievelijke waarden in vaste relatie tot elkaar staan worden de veranderingen wederzijds gecompenseerd. Algemeen wordt deze onafhankelijkheid van de voedingsspanning als een groot voordeel gezien.
Deze configuratie met R1 en R2 heeft het nadeel dat de laadstroom van C1 via R1 in serie met R2 vloeit terwijl de ontlaadstroom alleen via R2 loopt. De hierdoor optredende asymmetrie in puls- en pauzeduur wordt groter naarmate R1 en R2 in waarde dichter bij elkaar liggen. De tijdsduur τhoog van de puls wordt als volgt bepaald:
{\displaystyle \tau _{hoog}=\ln(2)\cdot (R_{1}+R_{2})\cdot C}
en de tijdsduur τlaag van de pauze wordt als volgt bepaald:
{\displaystyle \tau _{laag}=\ln(2)\cdot R_{2}\cdot C}
Om die reden wijken sommige ontwerpers wel af van het standaardschema en laten R2 zijn pulsen van Q in plaats van Dis afnemen. Dit heeft alleen zin als Q niet zwaar wordt belast, bijvoorbeeld door een lamp of een relais, waardoor de uitgangsspanning wordt aangetast. Andere ontwerpers brengen met dioden gescheiden oplaad- en ontlaadpaden aan in plaats van R2. Deze werkwijze biedt de mogelijkheid om de puls/pauzeverhouding regelbaar te maken.
Een ander nadeel van de schakeling is dat de allereerste puls (na inschakelen) 0,405 × RC (ln(23) × RC) langer duurt dan elke volgende. De oorzaak is gelegen in het feit dat C1 vanaf 0 volt in plaats van 1⁄3 van VCC tot 2⁄3 van VCC moet worden opgeladen. 
Vooral voor langere pulsduren kan dit een hinderlijk verschijnsel vormen. Geluids- en lichtsignalen van enkele seconden duren de eerste maal bijna 30 % langer dan daarna. Ervaren ontwerpers lossen dit probleem op met een externe spanningsbron die via een diode in doorlaatrichting met C1 is verbonden. Zo wordt C1 snel tot net onder de onderste triggerdrempel opgeladen, waarna R2 het opladen overneemt omdat de diode spert, aangezien de kathodespanning hoger is dan de anodespanning.
De oscillatorschakeling is onbetwist de meestvoorkomende toepassing met de 555. Er zijn ontelbare schakelingen mee te bedenken en mee gerealiseerd, waarover boeken zijn volgeschreven. Van rechttoe-rechtaan piepers, knipperlichten en ruitenwisserautomaten tot inventieve schakelingen met sensoren, meters, zenders en ontvangers, muzikale, medische en wetenschappelijke apparatuur en projecten. Veel beginnende elektronicahobbyisten verwerven zich met eenvoudige schakelingen rond de 555 basiskennis van de elektronica.

### Bistabiele multivibrator

De 555 als (digitale) bistabiele multivibrator

De 555 als (analoge) bistabiele multivibrator

Voor een bistabiele werking van de 555 bestaan twee mogelijkheden, een digitale en een analoge. Voor de digitale (zie het basisschema hiernaast) zijn geen externe componenten vereist (behalve de stabilisatiecapaciteit CCV, van CV naar massa), Thr wordt niet gebruikt en daarom aan massa gelegd. Uitgang Dis wordt niet aangesloten. Een negatieve trigger van Tr SET de flipflop en maakt uitgang Q hoog. Een negatieve trigger van R RESET de flipflop en maakt uitgang Q laag. De 555 is nu een S-R-flipflop. 
Voor de analoge flipflop zijn, naast CCV, twee identieke weerstanden nodig (zie het basisschema hiernaast). Hiermee wordt een spanningsdeler tussen VCC en massa gemaakt waarvan het knooppunt (waarop 1⁄2 van VCC staat) aan zowel Thr als Tr wordt aangesloten en als ingang A dient. Uitgang Dis wordt niet aangesloten en ingang R is hoog. Wordt ingang A tot onder 1⁄3 van VCC gebracht dan SET de flipflop. Als ingang A niet meer wordt beïnvloed maar in rust is blijft deze situatie voortduren. Pas als ingang A boven 2⁄3 van VCC wordt gebracht zal de flipflop geRESET worden. Dit is een aantrekkelijke schakeling om op uiterst simpele wijze uit een wisselspanning een digitale tegenpool te maken. De wisselspanning wordt op het knooppunt van ingang A gezet via een condensator. De amplitude (top) van de wisselspanning dient ten minste 23 – 12 = 16 van VCC te zijn, zodat de flipflop voor de negatieve top wordt geSET en voor de positieve top geRESET. Zo wordt de frequentie van het wisselsignaal digitaal overgenomen. Verfijning van de schakeling is mogelijk door het gebruik van twee extra weerstanden, een tussen ingang A en Thr met de weerstand naar VCC en een tussen ingang A en Tr met de weerstand naar massa. De verhouding tussen de laatste twee weerstanden en de eerste twee bepaalt bij welke amplitude van de wisselspanning Thr en Tr de flipflop bedienen.

## Specificaties

Schematisch symbool van de 555 timer

Enkele specificaties NE555 van STMicroelectronics:
- Voedingsspanning (VCC) 4,5 tot 18 V
- Voedingsstroomsterkte (VCC = +5 V) 3 tot 6 mA
- Voedingsstroomsterkte (VCC = +15 V) 10 tot 15 mA
- Schakelvermogen (maximum) 200 mA
- Verbruik (maximum) 600 mW
- Bedrijfstemperatuur 0 tot 70 °C

## Fabrikanten die de NE555 produceren of produceerden
| Fabrikant                    | Model (bipolair)  | Model (CMOS) | Opmerking                                    |
| ---------------------------- | ----------------- | ------------ | -------------------------------------------- |
| Avago Technologies           | Av-555M           |              |                                              |
| Custom Silicon Solutions     |                   | CSS555(C)    | Vanaf 1,2 V (ICC < 5 µA IP-Core voor ASIC's) |
| CEMI                         | ULY7855           |              |                                              |
| ECG Philips                  | ECG955M           |              |                                              |
| Exar                         | XR-555            |              |                                              |
| Fairchild Semiconductor      | NE555 / KA555     |              |                                              |
| HFO (DDR)                    | B555              |              |                                              |
| Harris                       | HA555             |              |                                              |
| IK Semicon                   |                   | ILC555       | Vanaf 2 V                                    |
| Intersil                     | SE555 / NE555     | ICM7555      |                                              |
| Lithic Systems               | LC555             |              |                                              |
| Maxim                        |                   | ICM7555      | Vanaf 2 V                                    |
| Motorola                     | MC1455 / MC1555   |              |                                              |
| National Semiconductor       | LM1455 / LM555(C) | LMC555       | CMOS vanaf 1,5 V                             |
| NTE Sylvania                 | NTE955M           |              |                                              |
| NXP Semiconductors           |                   | ICM7555      |                                              |
| Raytheon                     | RM555 / RC555     |              |                                              |
| RCA                          | CA555(C)          |              |                                              |
| Signetics/NXP Semiconductors | NE555 / SE555     |              | De originele versie                          |
| STMicroelectronics           | NE555N / K3T647   |              |                                              |
| Texas Instruments            | SN52555 / SN72555 | TLC555       | TLC555 vanaf 2 V                             |
| Kopie uit Rusland            | K1006ВИ1          |              |                                              |
| X-REL Semiconductor          | XTR655            |              | Temperatuurbereik −60 – +250 °C              |
| Zetex                        | ZSCT1555          |              | Vanaf 0,9 V (!)                              |

## Gegevensbladen (datasheets)
- ST Microelectronics NE555 Datasheet
- NE/SA/SE555/SE555C Product Data (PDF; 117 kB) Philips Semiconductors, 2003
- NE555 and NE556 applications. (PDF; 364 kB) Philips Semiconductors, 1988 (Application Note AN170).
- ICM7555 General purpose CMOS timer, Product data sheet (PDF; 125 kB) NXP Semiconductors, 3 August 2009
- LMC555 CMOS-versie van de 555 Timers. (PDF; 1,2 MB) Texas Instruments, SNAS558H – MAY 2004 – REVISED NOVEMBER 2010
- NE555, enkelvoudige bipolaire timer, Texas Instruments
- NE556, dubbele bipolaire timer, Texas Instruments
- NE558, viervoudige bipolaire timer, NXP
- LMC555, enkelvoudige CMOS timer, Texas Instruments (minimale voedingsspanning 1,5 volt bij 50 µA)
- ICM755x, enkelvoudige / dubbele CMOS Timer, Intersil (minimale voedingsspanning 2,0 volt bij 60 µA)
- ZSCT1555, enkelvoudige CMOS Timer, Diodes Inc (minimale voedingsspanning 0,9 volt bij 74 µA)
- TS300x, enkelvoudige CMOS timers, Touchstone (minimale voedingsspanning 0,9 volt bij 1,0 µA)
- XTR65x, extreme timer (werktemperatuur van -60 °C tot 230 °C)

## Externe adressen
- Basisschakelingen met de 555;
- Formule voor berekening
- Schakelingen met de 555
- Intern schema van de NE555 (Afb. 2-9), Hans-Hellmuth Cuno (PDF-bestand, 135 kB)
- Complexe Probleemoplossingen met de 555 (Engels)
- 555 Timer Tutorial Tony van Roon (VA3AVR) website (1995).
- 555 timerschakelingen – de astabiele, monostabiele en bistabiele
- Simpele 555-timerschakelingen
- Javasimulatie van 555-oscillatorschakelingen
- NE555 frequentie- en duty cyclecalculator voor astabiele multivibrators
- De NE555 als temperatuursensor
- 555-timer leerboek
- Basisfouten bij gebruik van de 555-timer
- 555- en 556-timerschakelingen
- 555: toepassingsgebieden en voorbeeldschakelingen
- Werken met 555-timerschakelingen Engineers Garage
- Analyse en synthese van 555 astabiele multivibratorschakelingen – onlinecalculator
- Onlinesimulaties van 555 astabiele multivibratorschakelingen